# Barnardiston
Barnardiston – wieś w Anglii, w hrabstwie Suffolk, w dystrykcie West Suffolk. Leży 46 km na zachód od miasta Ipswich i 80 km na północny wschód od Londynu. W 2001 miejscowość liczyła 206 mieszkańców.